# Marcus Bosse

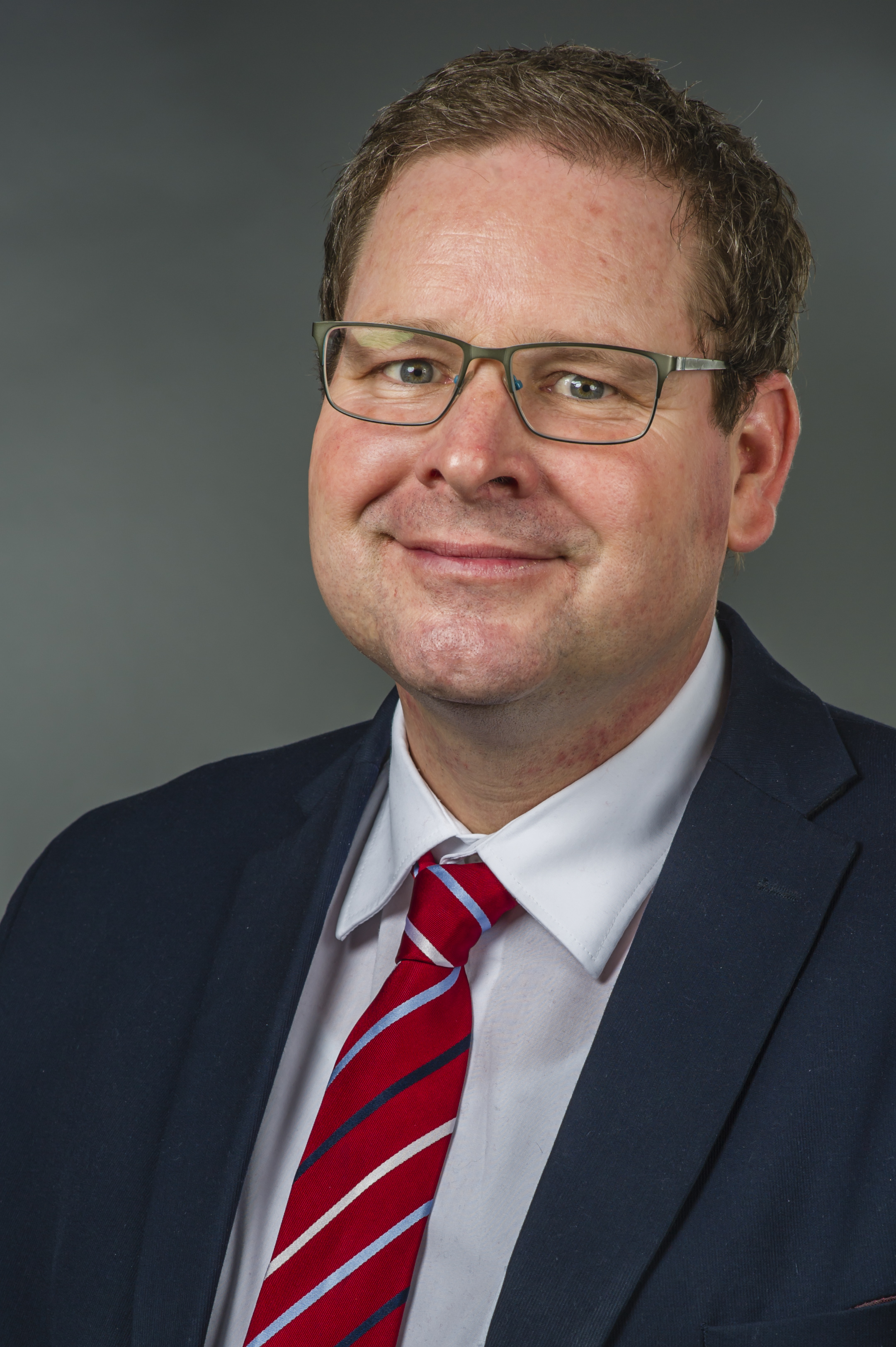
Marcus Bosse, 2018

Marcus Paul Hartmut Bosse (* 22. Juli 1965 in Braunschweig) ist ein deutscher Politiker (SPD). Er ist seit Februar 2008 Abgeordneter des Niedersächsischen Landtags und seit 2022 dessen Vizepräsident.

## Leben
Bosse machte im Jahr 1982 den Realschulabschluss und anschließend eine Lehre zum Zahntechniker. Bis auf eine Unterbrechung durch den Grundwehrdienst in den Jahren 1987 bis 1989 war er bis zu seinem Einzug in den Landtag von Niedersachsen in diesem Beruf tätig. Bosse ist Mitglied der IG Metall und der AWO. Er ist ein Sohn des früheren Landtagsvizepräsidenten Helmuth Bosse, verheiratet und hat zwei Kinder.

## Politik
Bosse trat im Jahr 1989 der SPD im Unterbezirk Wolfenbüttel bei. Später wurde er Mitglied im Bezirksvorstand der SPD Braunschweig. Er war ab 1991 Ratsherr der Stadt Schöppenstedt und außerdem von 1991 bis 1996 Ratsherr der ehemaligen Samtgemeinde Schöppenstedt. Anschließend wurde er Kreistagsabgeordneter im Landkreis Wolfenbüttel, seit dem Jahr 1999 war er dort Fraktionsvorsitzender der SPD. 
Seit dem Jahr 2008 gehört Bosse dem Niedersächsischen Landtag an. Er errang stets das Direktmandat im Wahlkreis Wolfenbüttel-Süd/Salzgitter. In der SPD-Landtagsfraktion war er zunächst Sprecher für Atompolitik. Derzeit ist er stellvertretender Vorsitzender seiner Fraktion und ihr Sprecher für Umweltpolitik.
Bosse ist Vorsitzender der SPD-Fraktion in der Verbandsversammlung des Regionalverbandes Großraum Braunschweig.